# Dystrophie
Unter einer Dystrophie – von altgriechisch dys „schlecht“ (hier „Fehl-“) und trophein („ernähren“, „wachsen“; „Fehlernährung“, „Fehlwachstum“) – werden in der Medizin degenerative Besonderheiten verstanden, bei denen es durch Entwicklungsstörungen einzelner Gewebe, Zellen, Körperteile, Organe oder auch des gesamten Organismus zu entsprechenden Degenerationen (Fehlwüchsen) kommt.
Ursächlich können Dystrophien vielfältig begründet sein, z. B. durch genetische beziehungsweise chromosomale Abweichungen, Erkrankungen, Traumata oder durch einen Mangel an Nährstoffen, häufig aufgrund von Mangel- oder Fehlernährung.
Sowohl vorgeburtlich (pränatal) als auch nachgeburtlich (postnatal) können die Störungen auftreten. Eine Dystrophie geht dann meist mit Funktionseinschränkungen beziehungsweise Funktionsstörungen der betroffenen Körperregionen einher. Eine hochgradige Dystrophie im Kindesalter wird auch als Pädatrophie bezeichnet.
Medizingeschichtlich bedeutsam wurde die Diagnose „Dystrophie“ bei der Deutung der Belastungen der Kriegsheimkehrer, insbesondere von denen aus längerer Gefangenschaft. Internisten und Psychiater machten die Folgen des Hungers und der Fehlernährung für die schleppende Regeneration der Heimkehrer verantwortlich. Diese Hungerdystrophie wurde insbesondere nach dem Zweiten Weltkrieg als eine der Ursachen für organische Hirnschädigungen erkannt. Dystrophie wird in den Lagerjournalen der Speziallager des NKWD in der sowjetischen Besatzungszone zwischen 1945 und 1950 als die wesentliche Todesursache für die über 42.000 Todesopfer aufgeführt. Kurt Gauger verfasste 1952 ein Buch mit dem Titel Die Dystrophie als psychosomatisches Krankheitsbild und schien damit eine Formel zum Verständnis der sozialen Anpassungsschwierigkeiten erkrankter Personen, in seinem Fall speziell von Kriegsheimkehrern, gefunden zu haben.
Beispiele für Dystrophien sind:
- Myotone Dystrophie Typ 1 und Typ 2
- Gliedergürteldystrophie
- Muskeldystrophie
- Trübe Schwellung: Durch das Eindringen von Wasser kommt es zu einem Ödem. Die Zelle wird größer und ihr Plasma wird trüb.
- Bei der fettigen Dystrophie wird Fett in die Zelle eingelagert, Fettleber.
- Hyaline Dystrophie: Einlagerung von Eiweiß in der Zelle, wie bei der Leberzellschädigung durch Alkohol.

## Kritik
Die Journalistin Sabine Bode stellte in ihrem Bestseller Die vergessene Generation – Die Kriegskinder brechen ihr Schweigen die These auf, dass die „Zahl der Patienten, die unter den Folgen von Krieg und Gefangenschaft litten, so groß“ war, „dass sie die Proportionen dessen sprengte, was man guten Gewissens als ‚anlagebedingt‘ in den Krankenakten festhalten konnte.“ Zudem dürfe „man davon ausgehen, dass sich bei den Ärzten eine gewisse Hemmung zeigte, allzu viele Leidensgenossen als ‚labile Charaktere‘ abzustempeln.“ Zur „Lösung des Problems“ hätten sich die „sichtlich überforderten deutschen Nachkriegspsychiater“ das Krankheitsbild „Dystrophie“ einfallen lassen. Und Bode fährt fort:

„Der Begriff umschrieb ein ganzes Feld an physischen Schädigungen und psychischen Beeinträchtigungen, die man auf eine vorangegangene schwere Mangelernährung zurückführte. Heute ist leicht zu erkennen, dass es sich dabei um eine aus der Not geborene Erfindung handelte. Dystrophie-Patienten litten unter anderem an Depressionen, Konzentrationsschwäche, an unkontrollierbaren Wutausbrüchen, oder sie fühlten sich permanent verfolgt, von Feinden umzingelt. Man könnte auch sagen: Für viele Männer ging nach der Heimkehr der Krieg immer weiter …“